# Partito della Giustizia (Artsakh)
Il Partito della Giustizia di Artsakh  (in armeno Արցախի «Արդարություն» կուսակցություն) è un partito politico della repubblica di Artsakh (denominata fino al 2017 repubblica del Nagorno Karabakh).
Alle prime elezioni alle quali ha partecipato, a pochi mesi dalla sua fondazione, ha ottenuto un buon risultato posizionandosi al terzo posto e guadagnando 3 seggi in Assemblea nazionale.

## Risultati elettorali
| Elezione          | Voti  | %   | Seggi |
| ----------------- | ----- | --- | ----- |
| Parlamentari 2020 | 5.865 | 7,9 | 3     |